# Comunidad Económica Europea
La Comunidad Económica Europea (CEE) fue una organización política y económica creada por el Tratado de Roma de 1957. Cuando en 1993 se formó la Unión Europea, la CEE se incorporó a ella y pasó a llamarse Comunidad Europea (CE). En 2009, las instituciones de la CE fueron absorbidas por el entramado institucional de la Unión Europea, dejando la CE de existir.
El objetivo de la Comunidad era lograr la integración económica, incluyendo un mercado común y la unión aduanera, entre sus seis miembros fundadores: Bélgica, Francia, Italia, Luxemburgo, los Países Bajos y Alemania Occidental. En 1965, mediante el Tratado de Bruselas, las instituciones de la CEE se fusionaron junto con las del resto de Comunidades Europeas: la Comunidad Europea del Carbón y del Acero (CECA) y la Comunidad Europea de la Energía Atómica (Euratom).
Con la entrada en vigor del Tratado de Maastricht en 1993, la CEE pasó a llamarse Comunidad Europea para reflejar ya no únicamente su carácter económico, sino también el aspecto político. Por el mismo tratado, las tres Comunidades Europeas se convirtieron en uno de los tres pilares de la Unión Europea. La Comunidad Europea existió como tal hasta que fue abolida por el Tratado de Lisboa de 2009, que incorporó las instituciones de la CE al marco más amplio de la Unión Europea, pasando esta a «sustituir y suceder a la Comunidad Europea».
Comúnmente, la denominación coloquial Mercado Común también hacía referencia a la CEE.

## Historia
Después de varios intentos de integración europea en los primeros años tras la Segunda Guerra Mundial, se firmó un acuerdo en 1951, el cual creó la Comunidad Europea del Carbón y del Acero (CECA), la cual facilitaba el comercio del carbón y del acero entre sus países miembros (Bélgica, Países Bajos, Luxemburgo, Alemania Occidental, Francia e Italia).
La experiencia de la CECA condujo al Tratado de Roma, firmado en 1957 por los países miembros de la CECA. El tratado creó la Comunidad Económica Europea, como una amalgama entre 3 organismos: la CECA, la Comisión Europea de Energía Atómica (Euratom) y la CEE propiamente dicha. Dichas instituciones fueron creadas para impulsar la cooperación política y económica entre sus países miembros, esperando reducir tensiones y promover la reconciliación (especialmente entre franceses y alemanes) para reducir la posibilidad de una guerra.
La CEE fue diseñada para crear un mercado común entre sus países miembros a través de la eliminación de varias barreras comerciales y el establecimiento de una política común de comercio exterior. Dichas barreras fueron eliminadas en 1968. Así mismo, se creó una política agrícola común en 1962 para proteger a los agricultores de los países miembros de importaciones agrícolas.
En 1967, los órganos ejecutivos de la CEE se fusionaron con los de CECA y Euratom. Desde entonces, se empezó a usar el nombre colectivo de Comunidades Europeas o Comunidad Europea (CE). Además, iniciaron operaciones una Corte Europea de Justicia y un Parlamento Europeo.
En cuanto a la membresía, a los 6 países que firmaron el tratado de Roma, se han sumado Reino Unido, Dinamarca e Irlanda en 1973, Grecia en 1981 y España y Portugal en 1986. Alemania Oriental ingresó en 1990, como parte de la Alemania reunificada.
Respecto de la entrada de Reino Unido, Dinamarca e Irlanda en 1973, hay que mencionar que, en 1956, el Reino Unido propuso que el Mercado Común Europeo, mencionado en el Tratado de Roma, se ampliara hasta convertirse en una zona europea de libre comercio más amplia. En noviembre de 1958, sin embargo, Francia vetó la creación de la nueva zona, por lo que el Reino Unido, junto con Suecia, impulsó la Asociación Europea de Libre Comercio (EFTA), que se materializó en 1960, junto con otros países en aquel momento no miembros de la CEE, como Austria, Dinamarca, Noruega, Portugal, Suecia, Suiza y Reino Unido. A partir de 1973, con la entrada del Reino Unido, Irlanda y Dinamarca en la CEE, la AELC y la CEE negociaron una serie de acuerdos para garantizar la armonización en las políticas económicas de las dos organizaciones, que finalmente dieron como resultado el acuerdo para el Espacio Económico Europeo (EEE). Desde 1995, sólo cuatro miembros (Islandia, Liechtenstein y Noruega, pero no Suiza, que sin embargo ha firmado profundos tratados bilaterales con la Unión Europea) que no se han adherido a la UE permanecieron en la organización del EEE.
A través del Acta Única Europea, la cual entró en vigencia en 1987, los países de la CE se comprometieron a establecer un mercado común para 1992. Asimismo, el acta dio a la Comunidad Europea control sobre políticas ambientales, científicas, educativas y de salud, entre otras áreas.
En 1992 se firmó el Tratado de Maastricht, el cual estipulaba que los países de la CE adoptaran una moneda común, una política exterior conjunta y «llegado el momento», una defensa a nivel europeo. Dicho tratado dio origen a la Unión Europea, de la cual la Comunidad Europea se convirtió en uno de sus tres pilares (siendo los otros una política común de seguridad y relaciones exteriores y una política de cooperación policial y judicial). El Tratado de Lisboa enmendó los documentos de gobierno de la UE. Con la entrada en vigor de dicho tratado en 2009, el nombre de Comunidad Europea y los tres pilares dejaron de existir.

## Instituciones
El manejo de la CEE requería cooperación política entre sus países miembros a través de instituciones comunitarias. Entre tales instituciones estaban:
- La Comisión, encargada de formular y administrar las políticas comunitarias.
- El Consejo de Ministros, encargada de promulgar leyes.
- El Parlamento Europeo, originalmente concebido como un órgano consultivo.
- La Corte Europea de Justicia, encargada de interpretar las legislaciones comunitarias y resolver disputas legales.[3]

## Países miembros
| País                                                   | Fecha de ingreso                                 |
| ------------------------------------------------------ | ------------------------------------------------ |
| Francia                                                | 25 de marzo de 1957                              |
| Alemania Occidental (hasta 1990) Alemania (desde 1990) | 25 de marzo de 1957                              |
| Italia                                                 | 25 de marzo de 1957                              |
| Luxemburgo                                             | 25 de marzo de 1957                              |
| Países Bajos                                           | 25 de marzo de 1957                              |
| Bélgica                                                | 25 de marzo de 1957                              |
| Dinamarca                                              | 1 de enero de 1973                               |
| Irlanda                                                | 1 de enero de 1973                               |
| Reino Unido                                            | 1 de enero de 1973 hasta el 31 de enero del 2020 |
| Grecia                                                 | 1 de enero de 1981                               |
| Portugal                                               | 1 de enero de 1986                               |
| España                                                 | 1 de enero de 1986                               |

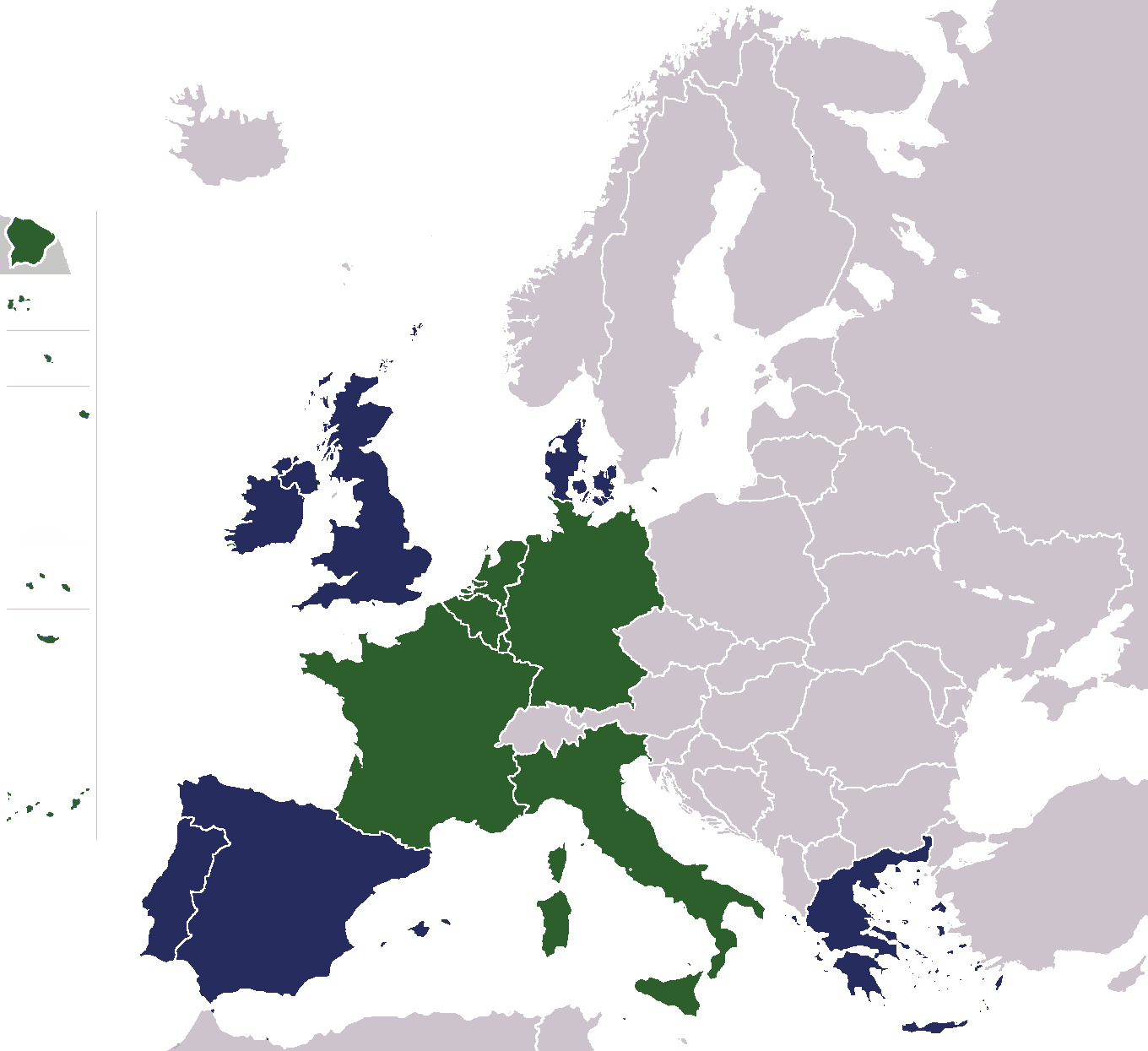
Países fundadores de la CEE
Países que ingresaron con posterioridad a la CEE

En cada institución, los países miembros tenían alguna forma de representación. La Comisión tenía un representante del gobierno de cada país. Cada país tenía derecho a un comisionado europeo (actuando en representación de los intereses comunitarios). En el Parlamento Europeo, originalmente los escaños eran asignados en función de la población nacional. Ese mecanismo cambió en 1979 (con las primeras elecciones directas al Parlamento Europeo) cuando los escaños eran asignados por afiliación política. Otras instituciones, como la Corte Europea de Justicia, tenían alguna forma de división nacional de sus miembros.

## Objetivos y logros
El principal objetivo de la CEE, como se afirma en el preámbulo de su tratado de constitución, era "preservar la paz y la libertad y sentar las bases de una unión cada vez más estrecha entre los pueblos de Europa". Para lograr un crecimiento económico equilibrado, esto debía lograrse mediante:
- El establecimiento de una unión aduanera con un arancel externo común
- Políticas comunes para la agricultura, el transporte y el comercio, incluida la estandarización (por ejemplo, el Marcado CE indica el cumplimiento de las normas)
- Ampliación de la CEE al resto de Europa

Citando el artículo 2 del texto original del Tratado de Roma del 25 de marzo de 1957, la CEE aspiraba a "un desarrollo armonioso de las actividades económicas, una expansión continua y equilibrada, un aumento de la estabilidad, una elevación acelerada del nivel de vida y relaciones más estrechas entre los Estados que lo integran". Dado el temor a la Guerra Fría, una mayor prosperidad sería beneficiosa para armonizar el poder entre los bloques occidental y oriental, además de reconciliar a Estados miembros como Francia y Alemania después de la Segunda Guerra Mundial. Las tareas confiadas a la Comunidad se dividieron entre una asamblea (el Parlamento Europeo), el Consejo, la Comisión y el Tribunal de Justicia (además del Tribunal de Cuentas, el Comité Económico y Social y el Comité de Regiones). Además, se levantaron las restricciones al mercado para liberalizar el comercio entre los Estados miembros. Los ciudadanos de los Estados miembros (y también los bienes, servicios y capitales) tenían derecho a la libertad de circulación. La PAC, Política Agrícola Común, reguló y subvencionó el ámbito agrícola. Se implementó un Fondo Social Europeo en favor de los empleados para coordinar las polùiticas de empleo y el fortalecimiento de la cohesión social. Se creó el Sistema Europeo de Bancos Centrales y un Banco Central Europeo (BCE) (artículo 8). También se creó un Banco Europeo de Inversiones para "facilitar la expansión económica de la Comunidad" (artículo 9). Todas estas implementaciones incluían a los territorios de ultramar. La política económica basada en la estrecha coordinación de las políticas económicas de los Estados miembros, en el mercado interior y en la definición de objetivos comunes, de conformidad con el respeto al principio de una economía de mercado abierta y de libre competencia. Debía protegerse la competencia para abaratar los productos para los consumidores europeos y la competitividad de las empresas.
Para la unión aduanera, el tratado preveía una reducción del 10% de los derechos de aduana y hasta el 20% de las cuotas globales de importación. Los avances en la unión aduanera fueron mucho más rápidos que los doce años previstos. Sin embargo, Francia enfrentó algunos reveses debido a su guerra con Argelia.
El Tratado también estableció otras políticas como, por ejemplo, el fomento de la investigación y desarrollo, una protección de un nivel alto de la salud del consumidor, el fomento y la creación de redes transeuropeas o la protección del miedo ambiente.

## Evolución
Un paso adelante en el desarrollo de la UE, necesario para permitir el funcionamiento de la Unión de los 27, se produjo con la adopción del Tratado de Lisboa, que es, objetivamente, una regresión en comparación con la Constitución europea más avanzada, más tardía.
El Tratado de Lisboa, al igual que la Constitución Europea, prevé la abolición formal de los tres pilares y la "comunitarización" del segundo y tercer pilares que funcionan según el método comunitario (proceso de toma de decisiones que sustituye a un método puramente  intergubernamental, acentuando el carácter de organización supranacional frente al de organización internacional), con excepción de las disposiciones relativas a la defensa común.
El Tratado de Lisboa, sin embargo, se diferencia de la Constitución Europea por el mecanismo de exclusión voluntaria obtenido por Gran Bretaña e Irlanda en el tercer pilar, la clarificación del "carácter específico" de la PESC, la simple referencia a la Carta de Derechos Fundamentales Derechos respecto de los cuales Gran Bretaña y Polonia obtuvieron el derecho de exclusión voluntaria. Además, no se mencionan los "símbolos" de la Unión.
Todas estas características (y otras) hacen que el Tratado de Lisboa sea considerado "menos europeísta" y que, sin embargo, unifica a la CE y Euratom y aporta otras pequeñas mejoras, además de ser indispensable para el funcionamiento de la Unión.